# Tristan Thompson
Tristan Trevor James Thompson, född 13 mars 1991 i Brampton i Ontario, är en kanadensisk-amerikansk basketspelare som spelar för Cleveland Cavaliers i National Basketball Association (NBA). Han spelar som center eller power forward.

## Karriär
Den 30 november 2020 värvades Thompson av Boston Celtics. Den 7 augusti 2021 byttes han till Sacramento Kings i en bytesaffär mellan tre lag, där även Atlanta Hawks var involverat.